# Isola di Harley
L'isola di Harley (in russo Остров Харли, ostrov Harli) è un'isola russa nell'Oceano Artico che fa parte della Terra di Zichy nell'arcipelago della Terra di Francesco Giuseppe.
L'isola, avvistata dalla spedizione Jackson-Harmsworth del 1894-1897, è stata chiamata Harley da Jackson in onore del dott. George Harley, medico e scienziato inglese. Altre fonti affermano che sia stata dedicata all'esploratore artico Daniel W. Harley.

## Geografia
Isola di Harley si trova nella parte nord della Terra di Zichy, 15 km ad ovest dell'isola di Jackson; ha una forma stretta ed allungata, con una lunghezza di 10 km, dalla punta nord (capo Astronomia, мыс Астрономический) fino all'estremità meridionale; la sua altezza massima è di 82 m. Solo nella parte centrale è coperta di ghiaccio. Nella parte settentrionale c'è un piccolo lago.
A sud della sua punta meridionale, a 1 km, si trova la piccola isola di Levanevsky mentre 12 km a nord-est c'è l'isola di Ommanney.